# Златорог (баскетбольный клуб)
«Златорог» — словенский профессиональный баскетбольный клуб из города Лашко.

## Титулы
Чемпионаты
- Чемпионат Словении:

Финалист (3): 1998/1999, 1999/2000, 2003/2004
Cup
- Кубок Словении:

Победитель (1): 2004
Финалист (7): 1998, 1999, 2000, 2005, 2006, 2010, 2015
- Суперкубок Словении:

Финалист (2): 2004, 2005

## Сезоны
| Сезон     | Лига               | Уровень | РЧ | Плей-Офф  | Еврокубки | Адриатическая лига |
| --------- | ------------------ | ------- | -- | --------- | --------- | ------------------ |
| 2011/2012 | Чемпионат Словении | 1       | 4  | Полуфинал | -         | 14                 |

## Известные игроки
- Сани Бечирович (1997—1999)
- Боштян Нахбар (1999—2000)
- Хасан Ризвич (2002—2005)
- Рашид Махалбашич (2012)